# Добрынское (Вологодская область)
Добрынское — деревня в Череповецком районе Вологодской области.
Входит в состав Мяксинского сельского поселения, с точки зрения административно-территориального деления — в Мяксинский сельсовет.
Расстояние по автодороге до районного центра Череповца — 32 км, до центра муниципального образования Мяксы — 4 км. Ближайшие населённые пункты — Дьяконово, Санниково, Лукинское.
По переписи 2002 года население — 22 человека (12 мужчин, 10 женщин). Всё население — русские.